# Mołodowe

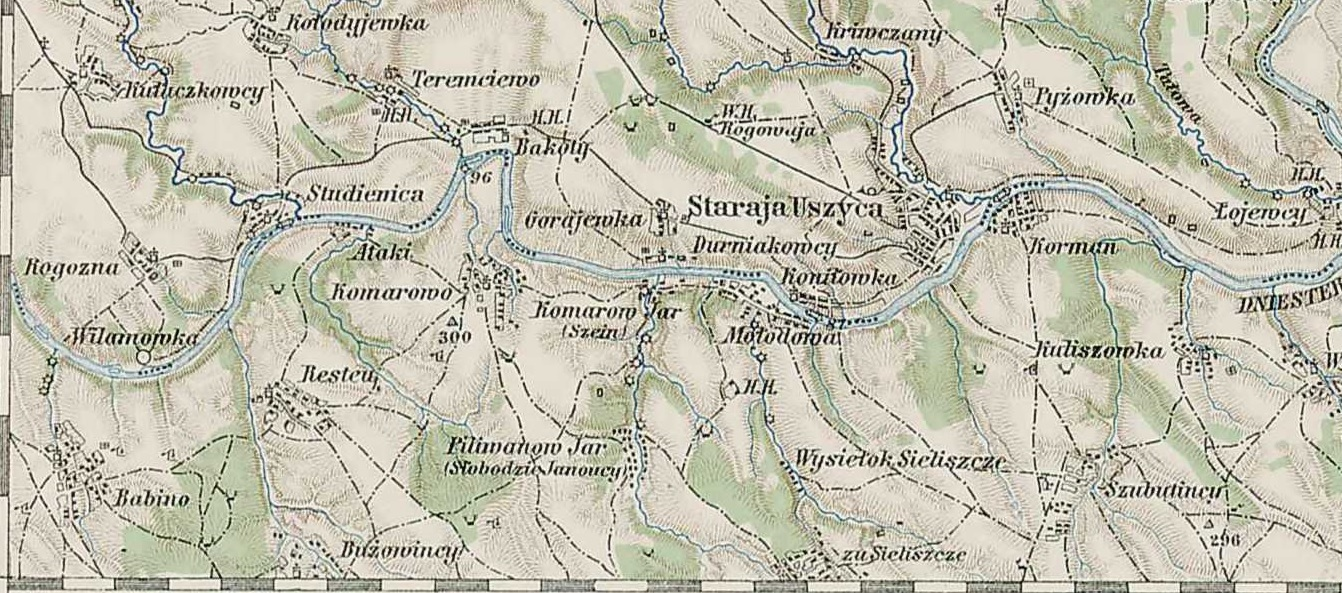
Mołodowa na mapie austro-węgierskiej z 1910 roku

Mołodowe (ukr. Молодове) – dawna wieś na Ukrainie, w obwodzie czerniowieckim, w rejonie dniestrzańskim, w hromadzie Sokiriany, nad Dniestrem. Została zatopiona wodami Zbiornika Dniestrzańskiego.
Pierwsze wzmianki o wsi pochodzą z XVII wieku. W 1859 roku miejscowość obejmowała 260 gospodarstw i liczyła 1228 mieszkańców (613 kobiet i 615 mężczyzn). Według danych z 1870 roku we wsi mieszkało 1351 osób (659 kobiet i 692 mężczyzn) w 240 domach, a w 1875 roku było to już 1476 osób (704 kobiet i 772 mężczyzn) w 277 domach. W 1884 roku odnotowano 1416 mieszkańców (680 kobiet i 736 mężczyzn) w 317 gospodarstwach. We wsi znajdowały się w tym czasie cerkiew prawosławna, szkoła ludowa, garncarnia i przeprawa promowa przez Dniestr. W 1930 roku miejscowość (wówczas pod rumuńską nazwą Moldova) wraz z pobliskimi Brataniwką (I. C. Brătianu) i Łopatowem (Lopatnov) liczyła 1745 mieszkańców. W 1941 roku liczba ludności spadła do 1683. W latach 60. XX wieku Mołodowe zamieszkiwało ok. 600 osób. Wieś była wówczas siedzibą sielsowietu i działały w niej szkoła podstawowa, żłobek, kołchoz (utworzony w 1947 roku), dom kultury, biblioteka, punkt felczersko-akuszerski, porodówka oraz dwa sklepy. Mieszkańców Mołodowego przesiedlono a w 1981 roku wieś zatopiono wodami Zbiornika Dniestrzańskiego utworzonego w związku z budową Dniestrzańskiej Elektrowni Wodnej.
W okolicy znajduje się grupa stanowisk archeologicznych, obejmujących sekwencję poziomów paleolitycznych i mezolitycznych, w których znaleziono liczne ślady fauny, narzędzia kamienne oraz pozostałości konstrukcji mieszkalnych.